# Eupithecia hypognampta
Eupithecia hypognampta là một loài bướm đêm trong họ Geometridae.